# 向传义
向传义（1886年—1955年2月），字育仁，四川仁寿县嘉禾乡（今属成都双流区）人，中华民国军事将领。

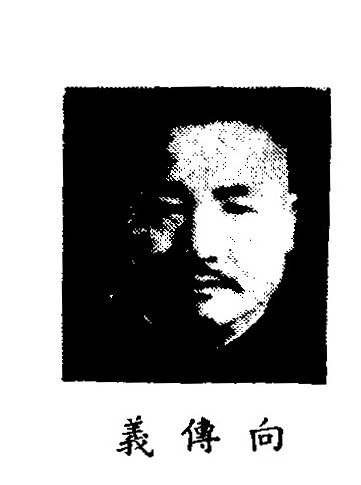

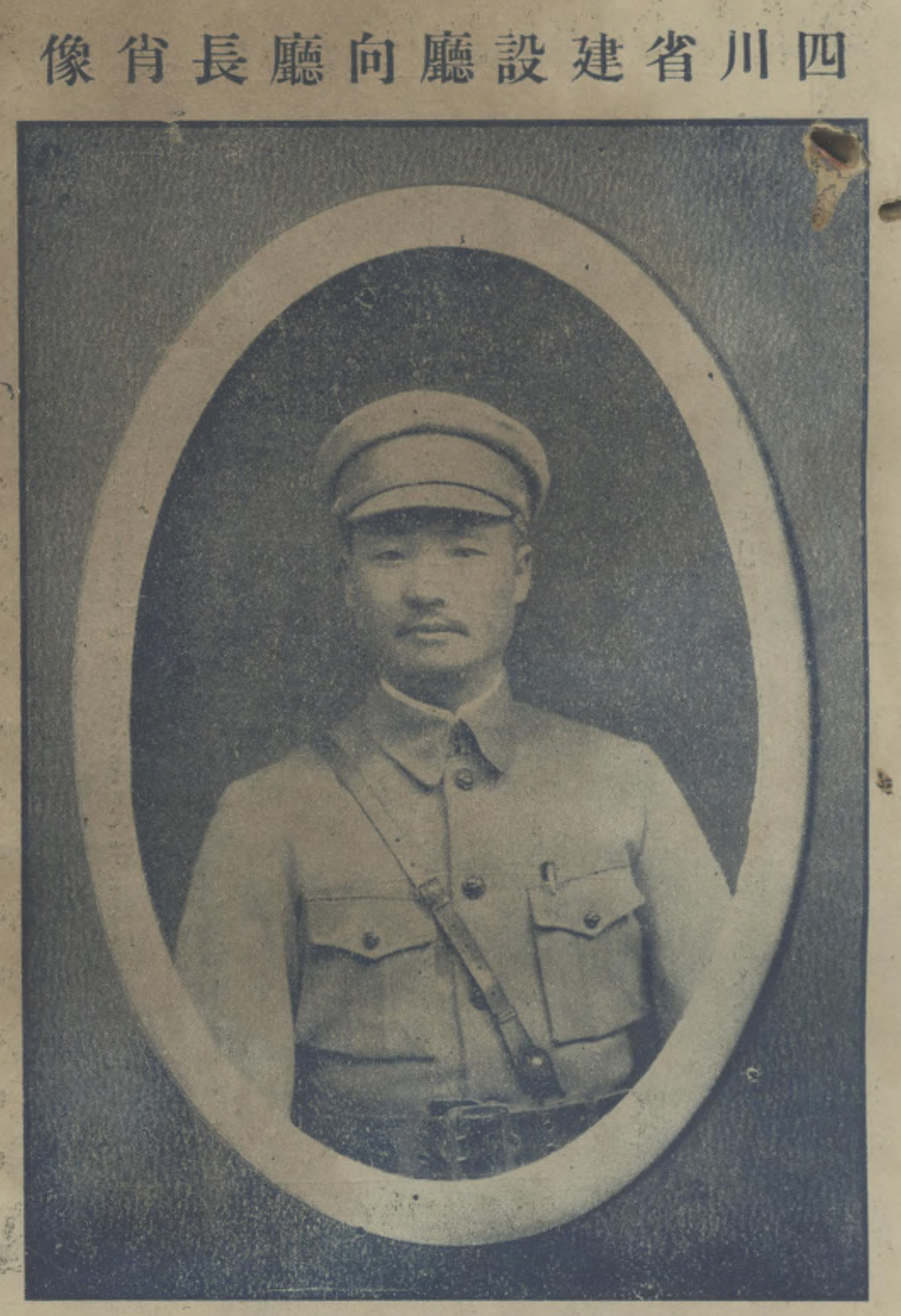

## 生平
光绪十二年（1886年），向传义生于仁寿县嘉禾乡。光绪二十八年（1902年），加入同盟会。1904年，考入四川陆军小学堂，毕业后升入南京陆军第四中学，后又入保定军官学校。辛亥革命时同熊克武返回四川，组织蜀军北伐，任熊部连长。熊克武担任蜀军总司令，命向传义在宜昌建立蜀军第一营，他充任营长。同年成渝两都督府合并，熊领导的蜀军被四川军政府都督尹昌衡统编为四川陆军第五师，向仍然担任营长。民国二年（1913年），袁世凯暗杀宋教仁，罢免江西、安徽、广东等五省都督，进行五国借款。孙中山号召二次革命，熊克武首先响应，孙中山任命为四川讨袁总司令，向传义随军参加癸丑讨袁之役。但是川军战败，向传义被迫逃奔上海，之后东渡日本，考入法政学校。1916年，袁世凯公开称帝，向传义同川籍党人卢师谛秘密从上海绕道香港经越南进入云南，响应蔡锷组织的云南重九起义，参加护国讨袁战役。向传义随熊由昆明回四川后，向传义初任川南招讨使署总参谋。袁世凯去世后，护国战争结束。
1917年，熊克武在重庆重建四川陆军第五师，向传义被任为该师第九旅但懋辛部的第十七团团长。1919年，熊克武被广东革命政府任命为四川督军兼第一军军长，向传义晋升为该军第三师师长。当时保定军校第一期中同学如邓锡侯、田颂尧等军官合作，他又参与国民党宗派“实业团”，与熊克武为首的宗派“九人团”成为政敌。1922年，滇军军阀唐继尧组织川滇黔联军，掀起倒熊之战，熊退出成都。从此，向传义离开了军职，由其部下邓锡侯接任川军第三师师长职。1925年，改任为四川省团务总办。当时刘文辉、邓锡侯、田颂尧三军同驻成都，秩序混乱，经协议组织三军军、警、团联合办事处，向传义出任处长。
1927年四一二事变后，四川军阀内部就反共一事达成共识。1927年7月6日，向传义出任南京国民政府军事委员会委员，之后担任党务特派员，四川省临时党部主任委员等职。1928年2月，他担任国民革命军第二十四军（军长刘文辉）副军长，兼任第二师师长。2月14日，成都石犀社纠结成大社会科学研究社、师大导社、附中新青年革命团、法专共进社、省师赤锋社，多人围殴四川省立第一中学校长杨廷铨，杨廷铨被杀、尸体投井。同月16日，向传义下令出动大批军警包围成都大学、四川师范大学、四川省立第一中学，当场逮捕共产党员、师生百余人，关押于祈水庙内。当日下午即将共产党员袁诗尧、李正恩、钱方祥、王道文、王向忠、龚堪慎、郭翼棠、张博诗、周尚明、胡荣瑗，共青团员石邦榘、陈选，学生白贞瑞、韩钟霖14人绑赴下莲池刑场杀害，史称“二·一六血案”。由于积极处理清党，3月20日，国民党中央第124次常委会通过，以向传义、卢师谛、黄季陆、叶松石、黄以镛、陈杰、李星辉、熊晓岩、杨全宇等9人为四川省党务指导委员，他担任常务委员。
1928年11月，向传义任四川省政府委员，兼任省政府财政厅厅长。1929年4月，兼任建设厅厅长，期间还兼任国民党四川省党部指导委员，四川各军党政军联合办事处处长，四川省司法厅厅长和省民团防务总办等职。1931年4月，作为四川省代表出席国民会议。1934年12月，刘文辉在川西会战中兵败，向传义辞去军职，携家眷闲居苏州。同年2月，国民政府颁布了《西康建省委员会组织条例》，任命刘文辉为西康建省委员会委员长，杨永浚为秘书长，并推荐了五位委员诺那、刘家驹、向传义、段班级和张缉。但向传义表达不愿到西康赴任，改荐任乃强接替。
抗日战争爆发后，向传义返回四川。1939年被选为四川省临时参议会副议长。1940年1月，授陆军中将军衔。1941年，四川省参议会成立，被推选为议长（直至1949年）。当时参议会议员中有国民党CC派、复兴社成员、四川地方军政界、进步民主人士，向传义负责从中斡旋。1945年，四川省参议会报请财政部批准停征屠商营业税。同年5月，选为中国国民党中央执行委员，同年10月，授予胜利勋章。此外他还在四川先后创办私立成都蜀华中学及成华大学等校。1946年，仁寿冰雹灾害，经省参议会报请核发赈款50万元，并将府河乡、嘉禾乡、佛洞乡等征借谷改收代金，将县内30年的陈欠豁免。1946年11月再度当选四川省参议会议长，并当选为四川省出席第一届制宪国民大会代表。1948年4月，王陵基把持四川政局，与向传义控制的参议会周旋。1949年，在四川征兵问题上，王陵基强行征集，遭到向传义为首的四川省参议会阻碍。在此期间，向传义曾多次营救部分被捕中共党人和进步人士，包括掩护中共地下党员胡春浦等，营救李劼人之女李远山及华西协和中学教师卢邦本等。
1949年，中国人民解放军进军大西南，发动西南战役，蒋介石令向传义组织民团对抗并委以重任，遭到向传义婉言拒命，并把在军中服役的四子向宁芳叫回。解放军围攻成都之前，蒋介石送来飞机票，命向传义全家去台。向传义拒绝，并同熊克武、吕寒潭一道去石羊场刘文辉部属邹善成家暂住，成都被中共占领后，几人一同返回成都。1950年，贺龙在成都宴请四川部分主要军政人员，向传义和熊克武均被邀参加。1954年，最高人民法院西南分院对向传义作出刑事判决。1955年2月，向传义在成都病故。1985年，最高人民法院撤销原西南分院对他的刑事判决。